# Mission: Impossible (film)
Mission: Impossible is een Amerikaanse film uit 1996 met Tom Cruise. Hij speelt een geheime agent die bij de IMF (the Impossible Mission Force) werkt. De film werd geregisseerd door Brian De Palma, en is gebaseerd op de gelijknamige televisieserie uit de jaren 70. De film bracht een bedrag van 457 miljoen dollar op en was daarmee een enorm succes. Door het succes verschenen er tot en met 2025 zeven vervolgen.
Hoewel men niet negatief was over de film werd de film bekritiseerd vanwege Tom Cruise, zijn personage zou een te grote rol spelen in het verhaal. In de originele televisieserie draait het meer om het team.

## Verhaal
Jim Phelps en zijn team proberen in Praag een diskette met informatie van alle Amerikaanse spionnen uit handen van de vijand te houden. Het team bestaat uit Ethan Hunt, Phelps vrouw Claire, Sarah Davies en Jack Harmon (een computerexpert). Het plan loopt echter in de soep en alle teamleden behalve Hunt en Claire worden vermoord. Hunt neemt contact op met de regering; deze vertelt hem dat hij van de moorden wordt verdacht. Het plan om de diskette met Amerikaanse spionnen te beschermen was namelijk bedacht door zijn baas om een verrader te vinden in het team. De teamleden die het er levend van af zouden brengen zouden dan de verrader zijn. Hunt maakt zich snel uit de voeten en vindt uiteindelijk zijn teamgenoot Claire, waarna ze samen op zoek gaan naar de echte verrader, die zich Job 3:14 noemt. Hunt besluit een deal te sluiten met een stel criminelen; hij steelt de lijst van alle Amerikaanse spionnen, en in ruil hiervoor krijgt hij de naam van de echte verrader. Er is echter een probleem, deze lijst staat op een computer in het zwaarbewaakte gebouw van de CIA.

## Rolverdeling
| Acteur               | Personage          |
| -------------------- | ------------------ |
| Tom Cruise           | Ethan Hunt         |
| Jon Voight           | Jim Phelps         |
| Emmanuelle Béart     | Claire Phelps      |
| Henry Czerny         | Eugene Kittridge   |
| Jean Reno            | Franz Krieger      |
| Ving Rhames          | Luther Stickell    |
| Kristin Scott Thomas | Sarah Davies       |
| Emilio Estevez       | Jack Harmon        |
| Vanessa Redgrave     | Max Mitsopolis     |
| Ingeborga Dapkūnaitė | Hannah Williams    |
| Rolf Saxon           | William Donloe     |
| Marcel Iureş         | Alexander Golitsyn |
| Karel Dobrý          | Max's henchman     |
| Andreas Wisniewski   | Max's henchman     |
| Morgan Deare         | Donald Hunt        |

## Muziek
De filmmuziek werd gecomponeerd door Danny Elfman, met uitgezonderd van de "Theme from Mission: Impossible", die werd in de jaren zestig geschreven door Lalo Schifrin voor de televisieserie Mission: Impossible.

## Trivia
- In Mission: Impossible is te zien hoe Tom Cruise een e-mail stuurt naar max@job 3:14. In een e-mailadres mogen echter geen spaties en dubbele punten voorkomen.
- In Mission: Impossible rijdt er een TGV in de Kanaaltunnel. Er rijden echter geen TGV's in de Kanaaltunnel, alleen de Eurostar.
- Wanneer Hunt in de lijst van Amerikaanse spionnen op de diskette kijkt, is het, wanneer je aandachtig kijkt, te zien dat namen meerdere malen voorkomen.
- Dit is de eerste film die in de Verenigde Staten in meer dan 3000 bioscopen werd vertoond.
- Wanneer Hunt boven op de trein in gevecht is, zijn er geen bovenleidingen te zien boven de TGV. Een hogesnelheidstrein kan echter helemaal niet rijden zonder bovenleiding.